# Галль, Феликс
Феликс Галль (нем. Felix Gall); (род. 27 февраля 1998, Нусдорф-Дебант, Тироль) — австрийский профессиональный шоссейный велогонщик, выступающий c 2020 года за команду мирового тура  «Team Sunweb». Чемпион мира в групповой гонке среди юниоров (2015).

## Достижения
2015
1-й  Чемпион мира — Групповая гонка (юниоры)
1-й  Чемпион Австрии — Групповая гонка (юниоры)
2-й Чемпионат Австрии — Индивидуальная гонка (юниоры)
4-й Чемпионат Европы — Индивидуальная гонка (юниоры)
2016
1-й Trofeo Guido Dorigo (юниоры)
3-й Tour du Pays de Vaud (юниоры)
2018
1-й  Чемпион Австрии — Групповая гонка U23
4-й Tour de Savoie Mont-Blanc — Генеральная классификация
1-й  — Молодёжная классификация
6-й Grand Prix Priessnitz spa — Генеральная классификация
2019
1-й  Истриан Спринг Трофи — Генеральная классификация
1-й — Этап 2
9-й Circuit des Ardennes — Генеральная классификация